# Свято (фільм, 1988)
«Свято» (рос. «Праздник») — білоруський радянський художній фільм 1988 року режисера Володимира Толкачикова і Володимира Стрельцова. Фільм був знятий в якості курсової роботи.

## Сюжет
Звичайний святковий день. За вікнами гуркоче музика, проголошуються гасла. А в житті свої комедії і трагедії…

## У ролях
- Валерій Мороз
- Віктор Рибчинський
- Світлана Кузьміна

## Творча група
- Сценарій: Володимир Толкачиков
- Режисер: Володимир Толкачиков, Володимир Стрельцов
- Оператор: Сергій Бондарєв
- Композитор: